# Lumala Abdu
Lumala Abdu (Kataba, 21 juli 1997) is een Oegandees voetballer, die sinds 2019 uitkomt voor Pyramids FC.
Abdu groeide op in Katabe. Toen hij een paar maanden oud was overleed zijn moeder. Omdat niet bekend was wie zijn vader was, werd Abdu opgevoed door zijn oma. In de hoop op een beter leven stuurde zijn oma Abdu naar Kampala. Niet veel later vertrok hij naar Zweden.
Abdu kwam in 2013 aan in Malmö. Zijn begeleider liet hem daar in de steek, waarna de Zweedse immigratiedienst Abdu hielp en hem naar Bromölla bracht. In december 2013 begon hij hier met voetballen in een jeugdteam van Ifö/Bromölla IF. Niet veel later verliet hij de club voor Gualövs GoIF dat uitkwam in de Zweedse zevende divisie.
Daar maakte Abdu indruk met 20 doelpunten in een half jaar tijd. Hij verscheen op de radar van profclubs en maakte de overstap naar Mjällby AIF. Hier begon hij in de jeugd, maar in de voorbereiding op het seizoen 2015 liet trainer Anders Linderoth hem aansluiten bij de eerste selectie. Abdu verwierf een profcontract en speelde zich bij Mjällby in de basis. Ook hier bleef het talent van de aanvaller niet onopgemerkt. Na afloop van het seizoen zaten verschillende clubs uit de Allsvenskan achter hem aan. Uiteindelijk koos Abdu voor Kalmar FF, waar hij een contract voor vier jaar heeft getekend. Een doorbraak bleef echter uit, waarop de club hem verhuurde aan achtereenvolgens Varbergs BoIS, Helsingborgs IF, IFK Värnamo en Syrianska FC.
Door een goed optreden voor Oeganda tijdens de Afrika Cup in 2019 trok Abdu de aandacht van Pyramids FC. De Egyptische club nam hem daarop over van Kalmar FF.